# Paycheck
Paycheck è un film di fantascienza del 2003 diretto da John Woo, tratto dal racconto Previdenza (Paycheck) del 1953 dello scrittore statunitense Philip K. Dick.

## Trama
Michael Jennings è un brillante ingegnere che lavora per diverse società nella costruzione di complessi macchinari. L'unica clausola dei suoi contratti è che alla fine i ricordi relativi al suo ultimo lavoro devono essere rimossi. Stipula un contratto da ben 92000000 $ con la multinazionale ALLCOM di proprietà di James Rethrick, un suo vecchio amico d'infanzia.
Al termine dei tre anni dell'incarico si risveglia senza alcun pagamento per quest'ultimo impiego, con soltanto un pacchetto di oggetti che non riconosce come propri e apparentemente inutili. Inoltre scopre di aver ceduto tutte le sue azioni quattro settimane prima, cosa certamente improbabile dato che era ancora al lavoro sul progetto; ma dal momento che la firma apposta sul documento è sua, comincia a "indagare" sul caso. Viene catturato dall'FBI perché sospettato di sapere qualcosa su dei loschi individui; non ricordando a cosa stesse lavorando l'FBI lo sottopone a una scansione della memoria. Ovviamente non viene trovato nulla riguardo al "lavoro" dato che gli era stata eseguita una cancellazione parziale della memoria.
Un poliziotto nel frattempo passa una sigaretta dalla busta degli oggetti di Michael al capitano che, accendendola fa scattare il sistema antincendio. Michael sfrutta la confusione dell'istante per fuggire e uscire dalla struttura governativa grazie a degli speciali occhiali trovati nella busta. I federali lo seguono in una stazione dei trasporti pubblici dove però, grazie a un biglietto trovato nella busta sale su un bus e fa perdere le sue tracce e si rifugia in una bettola di hotel dove cerca di capire l'uso degli oggetti. Chiama un suo amico, si ritrovano in una stazione e mentre stanno discutendo Michael scopre che i numeri iscritti su un pezzetto di carta corrispondono a quelli appena estratti nella lotteria televisiva. Il discorso tra i due viene interrotto da una movimentata sparatoria da parte di loschi individui che si scoprono poi essere in realtà dei "sicari" di Rethrick.
Nel frattempo l'ormai nemico Rethrick, prova ad avviare la macchina alla quale Michael stava lavorando: una complessa apparecchiatura in grado di prevedere il futuro. La macchina è un telescopio formato da una lente e da un potente laser che seguirebbe la curvatura dell'universo, per chiudersi e tornare al punto di partenza dove l'osservatore si vedrebbe nel futuro. Il protagonista ricorda che Einstein fu chiaro nell'escludere la possibilità di viaggi nel tempo a velocità superiori a quella della luce, ma al contempo ammise in linea teorica la possibilità della visione del futuro.
Ma l'avvio viene interrotto da un errore causato da un virus immesso nel sistema dallo stesso Michael. Scopre anche che nel corso dei tre anni aveva iniziato una relazione sentimentale con la collega Rachel Porter. Con lei infatti si infiltra nel laboratorio della multinazionale e, riparata la macchina, scopre che il suo futuro è l'uccisione imminente su una passerella sospesa del laboratorio. Sentendo arrivare Rethrick e scagnozzi, usa l'ultimo degli oggetti della busta: un proiettile. Pensa a come usarlo quando nota un meccanismo di apertura che potrebbe funzionare da percussore su delle bombole a idrogeno. L'esplosione della pallottola quindi incendierà e farà detonare l'idrogeno distruggendo la macchina, dato che come Michael ha compreso, prevedere il futuro comporta gravi ripercussioni nel presente (una guerra preventiva per evitarne altre, epidemie nate dalla vicinanza e mancanza di igiene di sospetti portatori concentrati in zone di sicurezza).
Durante la fuga, mette in salvo la collega e si posiziona sulla passerella che ha visto nella previsione. La ragazza viene però catturata e non sarà solo lui a essere ucciso ma quindi anche lei. Rachel Porter nota però un cecchino dell'FBI nascosto e fa indossare uno strano orologio "che non segna le ore" a Michael. All'improvviso l'orologio dice ai due di spostarsi e questo permette al proiettile del cecchino di far perire Rethrick e non loro due. La macchina viene nel contempo distrutta dalla gigantesca esplosione e la coppia fugge per evitare un arresto.
Qualche tempo dopo, in una serra Michael aiuta la ragazza quando arriva il suo amico e al termine di una breve discussione, mostra una ricevuta con dei numeri impressi. Il ragazzo spiega che prima dell'esplosione aveva previsto quali numeri sarebbero stati estratti in lotteria e li ha giocati. E il premio della lotteria è di 90000000 $ che stavolta finirà veramente nelle loro tasche.

## Accoglienza
Il film ha procurato una candidatura al Razzie Award come peggior attore protagonista a Ben Affleck, però poi vinto per Amore estremo - Tough Love.

## Riconoscimenti
- Key Art Award
  - Best Motion Graphics